# Lego Horizon Adventures
Lego Horizon Adventures est un jeu vidéo d'action-aventure développé par Guerrilla Games et Studio Gobo en association avec The Lego Group, et publié par Sony Interactive Entertainment, sorti le 14 novembre 2024 sur Microsoft Windows, Nintendo Switch et PlayStation 5.
En tant que spin-off de la série Horizon, le jeu réinterprète les événements d'Horizon Zero Dawn dans un environnement en Lego.

## Système de jeu
Lego Horizon Adventures est un jeu vidéo d'action-aventure joué dans une perspective isométrique. Le jeu propose cinq niveaux de difficulté différents et le système de ciblage des points faibles des précédents jeux Horizon est de retour. Aloy, la protagoniste du jeu et le hub central du jeu peuvent être largement personnalisés. Le jeu propose un mode multijoueur coopératif à deux joueurs.

## Développement
Le jeu est développé par Guerrilla Games et Studio Gobo. Selon Guerrilla, il conçoit initialement les machines du premier jeu en utilisant Lego Duplo, et veut créer un jeu plus léger après avoir travaillé sur deux jeux Horizon. The Lego Group, quant à lui, estime qu'Horizon est un bon choix pour un projet de jeu vidéo en raison de ses thèmes inclusifs et de ses visuels dynamiques. Lego et Guerrilla ont déjà collaboré pour la sortie de l'ensemble Lego Tallneck en 2022.
Le jeu raconte l'histoire d'Horizon Zero Dawn, sorti en 2017, d'une manière optimiste et familiale, l'équipe minimisant considérablement son histoire apocalyptique tout en se concentrant sur ses messages environnementaux et les liens d'Aloy avec sa famille et ses amis. Le film, La Grande Aventure Lego, a inspiré les visuels et les animations du jeu, les personnages du jeu se déplaçant d'une manière similaire à ceux trouvés dans un film d'animation en volume. Le directeur narratif James Windeler a également ajouté que tous les éléments trouvés dans le jeu sont « construits à partir d'une brique [LEGO] individuelle »,. L'objectif du studio est de rendre la franchise « accessible » aux nouveaux utilisateurs, en offrant à la fois l'humour burlesque que l'on retrouve généralement dans les jeux Lego et la comédie autoréférentielle que l'on retrouve dans les films.
Studio Gobo est nommé par Guerrilla en janvier 2023 comme partenaire de développement pour étendre l'univers Horizon. Il y avait déjà eu des rumeurs selon lesquelles le studio travaillait sur un remake du jeu originel. Le jeu est officiellement annoncé en juin 2024.

## Sortie
Le 24 septembre 2024, lors du State of Play (en), une conférence numérique organisée par Sony, la date de sortie de Lego Horizon Adventures est officiellement fixée pour le 14 novembre 2024 sur Microsoft Windows, Nintendo Switch et PlayStation 5. Cette date avait déjà été dévoilé par accident sur le site web de PlayStation en août de cette même année. Le jeu est la première franchise exclusive à PlayStation à paraître sur une console Nintendo depuis Wipeout 64 en 1998. Pour Sony, la sortie du jeu sur Nintendo Switch lui permet de cibler un « public familial et un public plus jeune ».

## Critiques
- Edge : 5/10[14]

- Gamekult : 6/10[15]

### Traduction
- (en) Cet article est partiellement ou en totalité issu de l’article de Wikipédia en anglais intitulé « Lego Horizon Adventures » (voir la liste des auteurs).